# Denis Lévesque
 (avril 2023).
Denis Lévesque né le 4 décembre 1958 à Roberval, au Lac-Saint-Jean, dans la province de Québec au Canada, est un journaliste, auteur-compositeur-interprète et animateur de télévision pour LCN.

## Biographie
Il y anime une émission, portant son nom, où il reçoit des invités pour parler des faits divers de l'actualité.  L'émission passe sur LCN, à 19 h 00. L'émission est rediffusée au  Réseau TVA, du lundi au vendredi à 22 h 45. Les archives de l'émission de 2007 à 2009 sont disponibles sur le site LCN. 
Il est l'époux de Pascale Wilhelmy.
En juillet 2014, il diffuse une chanson de son cru, La rivière, écrite pour sa mère. Par la suite, il lance deux albums, d'abord Sous mes pas, sorti en octobre 2015, puis Ça va aller, sorti en novembre 2018. Les deux albums sont réalisés par le musicien Michel Francoeur (sauf pour certaines chansons de l'album Sous mes pas réalisées par Frédéric Darveau) et produits par sa propre maison de production, Les Productions Ciel d'automne, qui servent pour réaliser ses projets parallèles à son émission.
En 2020, lors du passage de Bernard Lachance dans son émission sur LCN, Lachance affirme que le SIDA est une pandémie « frauduleuse, criminelle et aussi scénarisée par les mêmes acteurs et les mêmes institutions » que celles « impliquées » dans la pandémie de COVID-19, Lévesque met alors fin à l'entrevue et ne la diffuse pas.

## Honneurs
Gala Artis
- 2008 - Meilleur animateur d'émissions d'affaires publiques
- 2009 - Meilleur animateur d'émissions d'affaires publiques
- 2015 - Meilleur animateur d'émissions d'affaires publiques

Prix Aurore
- 2015 - « Ah ben! R'garde donc qui c'est qui est là! » attribué à une personnalité publique qui fait un caméo percutant dans un film cette année (pour le film Le Vrai du faux)